# Изгубљени завичај
„Изгубљени завичај“ је југословенски филм из 1980. године. Режирао га је Анте Бабаја, а сценарио су писали Анте Бабаја и Слободан Новак.

## Радња
Отуђен и резигниран средовечни мушкарац, бивши партизан, враћа се у родно острвско место ради спровода рођаке. Ту га преплављују успомене на детињство, на строгог оца, управника имања богаташице Контесе, на прво еротско искуство с привлачном Контесином ћерком...

## Улоге
| Глумац          | Улога            |
| --------------- | ---------------- |
| Звонимир Чрнко  | повратник        |
| Антониа Ћутић   | Павица           |
| Инес Фанчовић   | Контеса Валерија |
| Иво Грегуревић  | Тома             |
| Заим Музаферија | Исома            |
| Миљенко Мужић   | Мали             |
| Нерео Скаља     | отац             |
| Неда Спасојевић | Мада             |
| Анте Вицан      | Опћинар          |
| Марија Кон      |                  |

## Награде
- Пула 80' - Награда Кодак Pathe за камеру.[3][4]
- Врњачка бања 80' - Награда за дијалог.[3][4]